# Erec
Erec je rytířský dvorský román ve verších německého básníka Hartmanna von Aue. Vznikl pravděpodobně mezi lety 1180 a 1185. Jedná se o volné přepracování starofrancouzského románu Erec et Enide Chrétiena de Troyes, který vznikl kolem roku 1170. Chrétienův Erec je prvním tzv. artušovským románem (něm.: Artusroman), tj. dílem, které se zabývá tématem krále Artuše a rytíři kulatého stolu. Artušovský román je uznáván jako samostatný literární žánr středověké literatury. Hartmannem von Aue byl tento žánr „přiveden“ do německy psané literatury.

## Obsah
Erec je mladý rytíř, který doprovází královnu při lovu a přitom je napadnut jiným, neznámým rytířem. Bez potřebné výstroje Erec pronásleduje hrubiána do jiné země, kde očividně platí jiný žebříček hodnot: neznámý šlechtic je zde oslavně přijat a očekává se od něj, že jako už po dvakrát i nyní vyhraje turnaj a tím hlavní cenu – dravého ptáka. Erec je v cizí zemi bez potřebných zbraní a bez pomoci. V tom okamžiku potká zchudlého rytíře Koraluse, který mu poskytne zbraň. Erec se přihlásí do turnaje, vyhraje a Koralus mu za to dá za manželku svou krásnou dceru Enite. Svatba se koná na dvoře krále Artuše. Erec s Enite pak odjedou do Karnantu na dvůr Erecova otce (který se vzdá ve prospěch Ereca vlády). Erec zanedbává kvůli své erotické lásce k Enite vladařské povinnosti a sklidí za to všeobecný posměch. Na to se rozhodne i s Enite Karnant opustit. Erec je rozzloben a pod hrozbou smrti zakáže své ženě, aby s ním mluvila. Enite na něj ale přesto promluví, protože ho chce varovat před loupežníky a za to se jí od Ereca dostane špatného zacházení. Po řadě dobrodružných příhod (tzv. Aventiuere), při kterých se Enite vždy projeví jako příkladná manželka, změní Erec názor a poprosí svou ženu za odpuštění. Při posledním dobrodružství (joie de la curt) přemůže Erec obrovského Mabonagrina. Nakonec se Erec a Enite vrátí na dvůr v Karnantu a žijí jako příkladný šlechtický pár.
Dílo se zabývá typickými tématy tohoto literárního žánru: rytířskou ctí a láskou (Minne). Cílem správného rytíře je žít tak, aby se jeho čest a Minne nacházely v rovnováze.

### Schéma dvojí cesty (Doppelwegschema)
Hartmann von Aue strukturuje děj podle tzv. schématu dvojí cesty. Dle tohoto schématu hrdina – rytíř dobude slávy a ožení se s krásnou urozenou ženou. Poté se ale dopustí vážné chyby (například, jako v tomto případě, že dá přednost erotické Minne před vladařskými povinnostmi a uškodí tím své cti) a padne znovu na samé dno. V druhém cyklu dobrodružství se mu podaří získat svou čest a pozici nazpět. Nakonec jsou jeho rytířská čest a Minne v rovnováze.